# Svetovno prvenstvo v motociklizmu
Svetovno prvenstvo v motociklizmu je najvišji razred cestnega dirkanja z motocikli. Trenutno je razdeljen v tri razrede: Moto3 (250 cm3), Moto2 (600 cm3) in MotoGP (do 1.000 cm3). Motocikli, s katerimi dirkajo v prvenstvu, so namensko zgrajeni in se jih ne da kupiti, niti ne ustrezajo cestnim predpisom. Tu je največja razlika z drugimi kategorijami, na primer World Superbike, kjer uporabljajo modificirane verzije serijskih motociklov.

## Zgodovina
Svetovno prvenstvo v motociklizmu je bilo prvič organizirano leta 1949 iz strani Fédération Internationale de Motocyclisme (FIM). Tradicionalno je bilo več tekem na enem prizorišču. Tekme pa so bile razdeljene na več kategorij glede na prostornino motorja. Kategorije pa so bile 50cm3, 80cm3, 125cm3, 250cm3, 350cm3 in 500cm3. Skozi petdeseta in šestdeseta so prevladovali štiri-taktni motocikli. V šestdesetih so se dvo-taktni motocikli v lažjih kategorijah začeli prebijati v ospredje dokler niso v sedemdesetih povsem nadomestili štiri-taktne. 50 kubični razred je bil nadomeščen z 80 kubičnim razredom. 80 kubični razred pa je bil zavržen do konca devetdesetih let. 350 kubični razred pa je izginil že v osemdesetih. Tudi prikolice so umaknili iz motociklov v devetdesetih. Tako so se tekmovanja skrčila v  125, 250 in 500 kubične razrede. MotoGP, glavni razred svetovnega prvenstva v motociklizmu se je dramatično spremenil v nedavnih letih. Od sredine sedemdesetih do leta 2002 so bili dovoljeni 500 kubični motocikli z največ štirimi cilindri in ne glede na vreme je bil motocikel dvo ali štiri-takten. Leta 2002 so se pravila spremenila in zraven ostalih pravil je bilo tudi to, da lahko tovarne izbirajo med dvo-taktnimi 500 kubičnimi motocikli in med štiri-taktnimi 990 kubičnimi motocikli. Tovarne so imele tudi dovoljenje da same izbirajo zunanjost motorja. Trud in denar, ki so ga tovarne vlagale v razvijanje novega štiri-taktnega motorja s 490 novih kubičnih centimetrov prostornine se jim je kmalu povrnil saj so ti motocikli postali konkurenčni dvo-taktnim. Do konca leta 2003 v MotoGP ni bilo več nobenega dvo-taktnega motocikla. Le v 125 in 250 kubičnih razredih so še obstajali dvo-taktni motocikli. Leta 2007 pa so prostornino omejili na 800 cm³, kasneje na zdajšnjih 1000 cm³. Ena sezona je trenutno sestavljena iz 18 tekem v 15 državah (Španija gosti štiri dirke, Katar, Argentina, ZDA, Francija, Italija, Velika Britanija, Nizozemska, Nemčija , Avstrija, Češka, San Marino, Japonska, Avstralija in Malezija). Štartna vrsta je sestavljena iz treh stolpcev in je sestavljena iz približno dvajsetih tekmovalcev. Štartna mesta se določijo po kvalifikacijskih časih, najhitrejši je na prvi poziciji in na zadnjem pa najpočasnejši na kvalifikacijah. Dirka traja približno 45 minut in dirkači med tekmo ne vozijo v boks po gorivo in nove pnevmatike. V bokse zapeljejo le v primeru dežja, da zamenjajo motocikel. Leta 2005 se to ni dogajalo. Pravila so bila drugačna in sicer, če se je dirka začela v suhem vremenu in je med njo začelo deževati se je dirka začela ponovno na pnevmatikah za dež. 

### Izzivi za konstruktorje
Kot formule so tudi motocikli zgrajeni iz lahkih in dragih materialov kot so titan in karbon. Po navadi tehnologija prihodnosti ni dostopna vsej javnosti, ker je uspeh odvisen tudi od tehničnih zmogljivosti motocikla. Medtem ko so motocikli iz kategorije MotoGP uporabljeni le v prvenstvu so lažji in manj sposobni 250 in 600 kubični motocikli dobavljivi z razumljivo ceno. Te manjše kategorije so tudi primerne za navajanje bodočih motociklistov v razredu MotoGP. Ena od največjih težav za motocikliste in konstruktorje se je bila soočiti z ogromno močjo motociklov(240 in več konjskih moči). Za primerjavo, pri Formuli 1 dirkalnik doseže tudi do 750 konjskih moči vendar imajo pnevmatike desetkrat večjo površino. Zaradi te težave je MotoGP edinstven v modernem moto svetu. V dvo-taktnem prostoru, več 500 kubičnih motorjev doseže od 180 do 190 konjskih moči.

### Razreda Moto3 in Moto2
Leta 2012 so bili dvotaktni 125-kubični motorji nadomeščeni s štiritaktnimi 250-kubičnimi, omejenimi na en cilinder, tako da je nastal razred Moto3. Dvotaktni 250-kubični motorji so bili nadomeščeni s 600-kubičnimi štiritaktnimi Hondinimi motorji. Tako je leta 2010 nastal razred Moto2. 

### Razred MotoGP
Na začetku leta 2002, so bili 500 kubični dvo-taktni ali 990 kubični štiri-taktni motocikli določeni na dirko. Neverjetna moč 990 kubičnih štiri-taktnih motociklov je izločila dvo-taktne motocikle, da v naslednjih sezonah niso tekmovali. V letu 2007 je bila prostornina omejena na 800 kubičnih centimetrov. V razredu MotoGP motor nima nobenih omejitev o obliki motorja. Motociklova minimalna tež je odvisna od števila cilindrov, ker motor z več cilindri lahko pridela več moči. Leta 2004 so se pojavili motocikli z dvema, tremi in štirimi cilindri. Tudi motor s šestimi cilindri se je pojavil vendar ni bil konkurenčen. Zaradi napredovanja v dizajnu in tehnike so se zmogljivosti motociklov povečevale. Kar nekaj časa je hitrostni rekord znašal 347, 4 km/h, ki ga je leta 2002 postavil Loris Capirossi z 990 kubičnim Ducatijem. Z 800 kubičnim Ducatijem pa je Casey Stoner dosegel 337,3 km/h. Trenuten hitrostni rekord je 354, 9 km/h, ki ga je leta 2016 postavil Andrea Iannone z Ducatijem GP16. Za primerjavo, največja dosežena hitrost s Formulo 1 pa je 369,9 km/h.

## Teža
| Št. cilindrov | Min. 2004 | Min. 2007 | Min. 2010 |
| ------------- | --------- | --------- | --------- |
| 2             | 135 kg    | 137 kg    | 135 kg    |
| 3             | 135 kg    | 140.5 kg  | 142.5 kg  |
| 4             | 145 kg    | 148 kg    | 150 kg    |
| 5             | 145 kg    | 155.5 kg  | 157.5 kg  |
| 6             | 155 kg    | 163 kg    | 165 kg    |

## Točkovanje
| Uvrstitev | 1  | 2  | 3  | 4  | 5  | 6  | 7 | 8 | 9 | 10 | 11 | 12 | 13 | 14 | 15 |
| Točke     | 25 | 20 | 16 | 13 | 11 | 10 | 9 | 8 | 7 | 6  | 5  | 4  | 3  | 2  | 1  |